# Club Sportivo Palermo
Club Sportivo Palermo was een Argentijnse voetbalclub uit de hoofdstad Buenos Aires. De club werd opgericht in 1908 en opgeheven in 1984.